# Real Love (Lisa Stansfield)
Real Love è il secondo album da solista della cantautrice pop/soul britannica Lisa Stansfield, pubblicato nel novembre 1991 dall'etichetta BMG/Arista.

## Descrizione
Con questo lavoro l'artista britannica inizia un progressivo e costante allontanamento dalla dance e dalla house music che avevano caratterizzato l'album di debutto, relegando questi generi più commerciali sui remix dei singoli, ed orientando i suoi long playing verso il cosiddetto white soul, con una spiccata preferenza per il sottogenere della ballad, rispetto agli uptempo più ballabili dell'esordio e ancora collocati nei maxi singoli. Dal 33 giri del 1991 vengono estratti 4 singoli di base, 2 in quello stesso 1991, Change e All Woman, e 2 nel 1992, Time to Make You Mine e Set Your Loving Free. Altri brani mai commercializzati su formato singolo nel Regno Unito e in Europa, alcuni dei quali utilizzati solo come lati B inediti, raggiungono posizioni notevoli nelle classifiche degli Stati Uniti delle categorie dance, hip hop e r'n'b.
Change, uno dei più grandi successi britannici della Stansfield, viene accompagnato da due diversi videoclip, uno dei quali è maggiormente incentrato sulla figura della cantante in quanto tale mentre suona dal vivo insieme alla sua band, mentre nell'altro si alternano scene di vita quotidiana (il risveglio, la colazione, etc.) ed è destinato al mercato degli Stati Uniti. All Woman è un esempio del cosiddetto «white soul kitchen», costituito da atmosfere musicali soul, su cui si innesta una storia vista dal punto di vista domestico femminile; il video della canzone è invece strettamente legato al testo, con coppie che litigano e poi fanno pace e la Stansfield che canta fuori scena, per entrarvi solo alla fine, a pace fatta. Il brano raggiunge la vetta della classifica r'n'b statunitense (già raggiunta da All Around the World e You Can't Deny It, singolo estratti dal disco d'esordio).
L'album viene ristampato nel 2003 in un'edizione deluxe in CD, rimasterizzata e in digipak, con 3 bonus track: il lato B è costituito dalla ballata Whenever You're Gone (inserito sul retro del quarto singolo europeo, Set Your Loving Free, e incluso anche nell'edizione giapponese del long playing), il successo nelle classifiche statunitensi di genere, Everything Will Get Better (lato B del singolo All Woman) e il remix del brano di punta, Change, realizzato da Frankie Knuckles. Per quanto riguarda la versione originale dell'album, le edizioni su CD e musicassetta del 1991 contenevano già 3 tracce in più dell'LP, First Joy, Tenderly e A Little More Love (quest'ultima anche sul lato B di Change).
Il singolo di Time to Make You Mine comprende anche il duetto con l'idolo e ispiratore della Stansfield Barry White in All Around the World, dove la leggenda del soul nero canta insieme a lei nei ritornelli, parlando, per lo più, nel resto del brano col suo tipico tono basso e caldo. Il duetto è costruito come una specie di dialogo con botta e risposta dove Lisa canta seguendo le imbeccate divertite di Barry. Del pezzo esiste anche un videoclip, inserito nel VHS Real Life, raccolta dei primi video della Stansfield, uscito nel 1992.

## Singoli
- Change/A Little More Love (doppio lato A negli Stati Uniti)
- All Woman/Everything Will Get Better (doppio lato A negli Stati Uniti)
- Time to Make You Mine/All Around the World (duetto con Barry White)
- Set Your Loving Free/Whenever You're Gone

## Tracce
Testi di Stansfield, Devaney e Morris.
1. Change – 5:39
2. Real Love – 5:02
3. Set Your Loving Free – 5:04
4. I Will Be Waiting – 5:06
5. All Woman – 5:17
6. Soul Deep – 4:13
7. Make Love to Ya – 4:56
8. Time to Make You Mine – 4:59
9. Symptoms of Loneliness and Heartache – 4:44
10. It's Got to Be Real – 5:18
11. First Joy – 4:26 – solo CD/MC (1991) e CD (2003)
12. Tenderly – 3:22 – solo CD/MC (1991) e CD (2003)
13. A Little More Love – 4:36 – solo CD/MC (1991) e CD (2003)
14. Whenever You're Gone – 4:09 – solo CD (2003)
15. Everything Will Get Better – 5:02 – solo CD (2003)
16. Change (Frankie Knuckles Remix) – 6:29 – solo CD (2003)

## Crediti
- Lisa Stansfield: voce e testi
- Ian Devaney: produzione, missaggio, arrangiamenti, chitarra, tastiere, programmazione e trombone
- Andy Morris: produzione, missaggio, arrangiamenti, tastiere, programmazione, tromba e flicorno
- Bobby Boughton: missaggio
- Tim Parry, Jazz Summers per la Big Life: produzione esecutiva
- Big Life Music: edizioni musicali

## Classifiche

### Classifiche settimanali
| Classifica (1991/92) | Posizione massima |
| -------------------- | ----------------- |
| Australia            | 40                |
| Austria              | 21                |
| Canada               | 31                |
| Finlandia            | 25                |
| Francia              | 23                |
| Germania             | 9                 |
| Italia               | 17                |
| Nuova Zelanda        | 25                |
| Paesi Bassi          | 5                 |
| Regno Unito          | 3                 |
| Spagna               | 41                |
| Stati Uniti          | 43                |
| Stati Uniti (R&B)    | 6                 |
| Svezia               | 16                |
| Svizzera             | 18                |

### Classifiche di fine anno
| Classifica (1991) | Posizione |
| ----------------- | --------- |
| Regno Unito       | 28        |
| Italia            | 79        |
| Classifica (1992) | Posizione |
| Francia           | 40        |
| Germania          | 48        |
| Paesi Bassi       | 22        |
| Regno Unito       | 17        |
| Stati Uniti       | 97        |